# Boris Godoenov
Boris Fjodorovitsj Godoenov (Russisch: Бори́с Фёдорович Годуно́в) (Moskou?, ca. 1551 – Moskou, 13 april 1605) was de machtigste man van Rusland aan het eind van de 16e eeuw en tsaar van 1598 tot 1605.
Toen Ivan de Verschrikkelijke in 1584 stierf, werd zijn zoon Fjodor tsaar. Fjodor was echter geen sterke monarch, en diverse edelen streden om de macht. Boris Godoenov, zwager van de tsaar, kwam als overwinnaar uit de strijd, en werd de facto heerser over het tsaardom Rusland.
Godoenovs regering was succesvol. Vrede en rust keerden terug, en de economie bloeide. Diverse bouwprojecten kwamen tot stand: de stadsmuren van Moskou en Smolensk, uitbreiding van de haven van Archangelsk en een groot aantal kerken. Ook breidde hij de Russische macht uit in het zuiden (Oekraïne) en het oosten (Siberië) en hij heroverde gebieden die verloren waren gegaan aan Zweden.
In 1598 stierf Fjodor kinderloos, en Godoenov werd op 1 september tot tsaar gekroond. Om de trek van de boeren van kleinere, vaak militair belangrijke, boerderijen naar grotere commerciële boerderijen tegen te gaan, werden ze aan de grond gebonden, waarmee de al sterk in zijn rechten beperkte Russische boer volledig horige werd.
Godoenov kreeg vervolgens met grote problemen te maken. Sommige boeren, uitgeknepen door hun landeigenaren, vormden roversbenden. In 1601-1603 had hij te maken met een grote hongersnood. Godoenov liet weliswaar graan uitdelen, maar dat werd meest achtergehouden door handelaren en grootgrondbezitters. Ook waren er geruchten dat Godoenov leden van de oude tsarenfamilie had vermoord.
Een volksopstand van boeren, bandieten en gevluchte slaven werd in 1603 door het leger neergeslagen, maar het volgende jaar trok een man op naar Moskou die beweerde de (in werkelijkheid bij een aanslag omgekomen) zoon van Ivan de Verschrikkelijke, Dimitri te zijn. Deze 'valse Dimitri' bleek een charismatisch leider, en Godoenov had niet de macht zich tegen hem teweer te stellen.
Op 13 april 1605 stierf Godoenov plotseling, mogelijk door een hartaanval, mogelijk door vergiftiging. Kort daarna veroverde de valse Dimitri de troon, maar ook hij behield die minder dan een jaar.

## Verdere geschiedenis
- Tijd der Troebelen.

## Drama en opera
- In 1831 schreef Alexander Poesjkin het drama Boris Godoenov, waarop Modest Moessorgski in 1869-1872 de opera Boris Godoenov baseerde.

Ivan IV de Verschrikkelijke · Fjodor I · Boris Godoenov · Fjodor II · Valse Dimitri I · Vasili IV · Wladislaus I · Michaël I · Alexis · Fjodor III · Ivan V · Peter I de Grote · Catharina I · Peter II · Anna I · Ivan VI · Elisabeth · Peter III · Catharina II de Grote · Paul I · Alexander I · Nicolaas I · Alexander II · Alexander III · Nicolaas II